# شريان مغذي
الشريان المغذي (بالإنجليزية: Nutrient artery)‏، وعادةً ما يرافقه واحد أو اثنان من الأوردة، يدخل العظم من خلال الثقبة المغذية، يجري بشكل غير مباشر في القشرة، ويرسل الفروع أعلى وأسفل إلى نخاع العظام، والتي تتشعب في بطانة العظم. وتعتبر الشرايين المغذية هي الأوعية الدموية الأكثر وضوحاً من أوعية العظام.
تحتوي جميع العظام على ثقوب كبيرة أو صغيرة لدخول الأوعية الدموية المغذية. وتُعرف باسم الثقبة المغذية، وهي نسبياً تبدو أكبر في جدل العظام الطويلة حيث تؤدي إلى قناة المغذية، والتي تمتد إلى تجويف النخاع العظمي.